# Laguna Vaca Lauquen
La laguna Vaca Lauquen un lago de origen glacial, en el departamento Minas, al norte de la provincia del Neuquén, Patagonia argentina.
El lago ocupa la parte inferior de un antiguo valle glaciar. Se extiende de suroeste a noreste, a 1580 metros sobre el nivel del mar, cerca de la frontera con Chile. Está rodeado de bosques de notofagáceas que pueblan sus orillas. Está rodeado de altas montañas. Se encuentra a cinco kilómetros al sur de la laguna Epulafquen superior.
La laguna tiene un efluente que nace en el extremo noreste. Este último es un afluente de la margen derecha del río Nahueve, que a su vez desemboca en el río Neuquén, justo aguas abajo de la localidad de Andacollo.